# Łęczna
Łęczna [wɛnt͡ʂna] es una ciudad en el este de Polonia con 21.805 habitantes, situada en el Voivodato de Lublin. Es la sede del Condado de Łęczna y el distrito administrativo más pequeño de Gmina Łęczna. La ciudad se encuentra muy próxima de la capital y ciudad más poblada del voivodato, Lublin. Łęczna encuentra entre las colinas de la Meseta de Lublin, en la confluencia del río Wieprz y el río Świnka. Łęczna carece de estación de tren, y el único acceso a la ciudad es a través de la carretera A82, que parte del este de Lublin hasta Włodawa.

## Historia

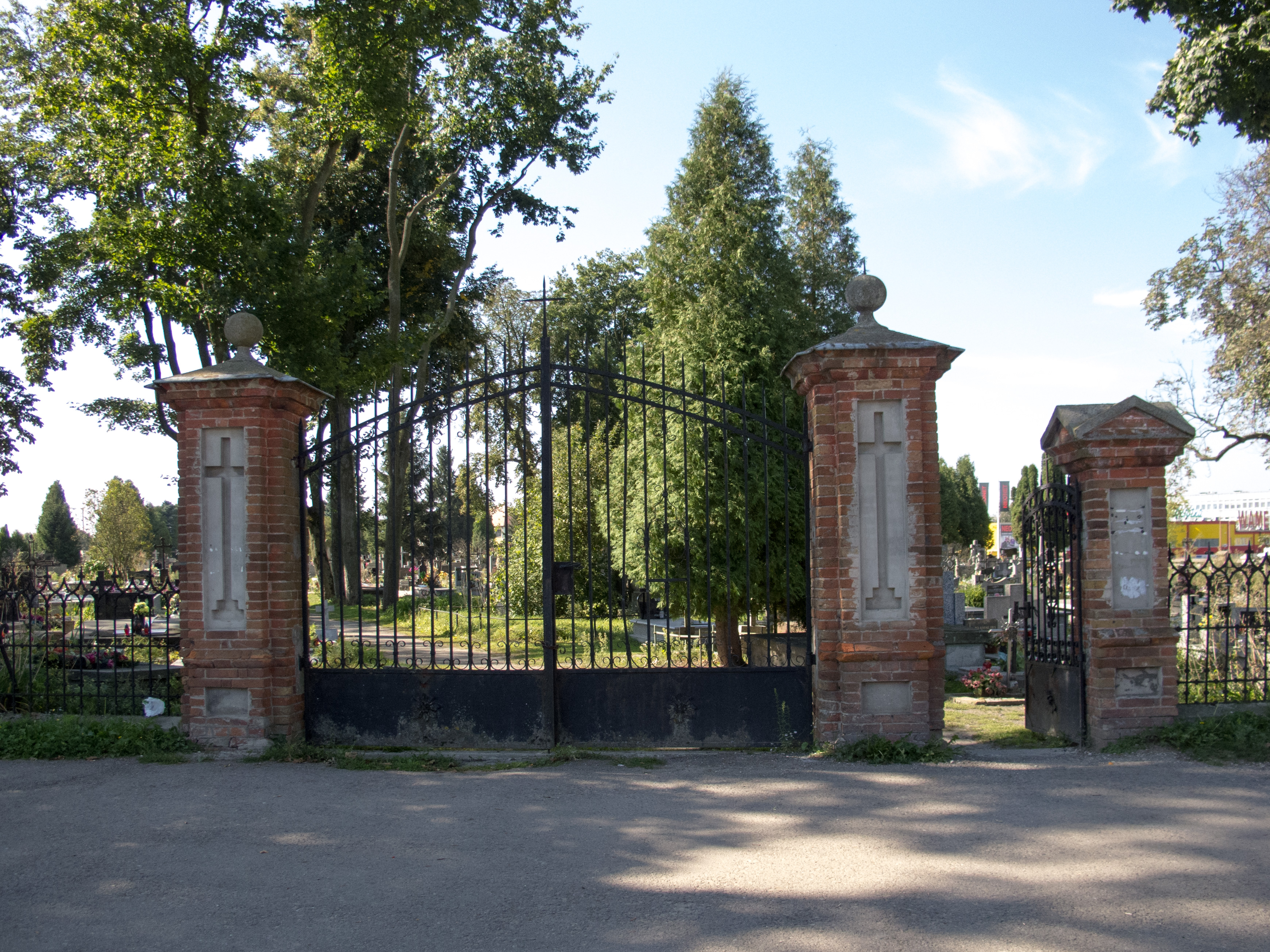
El antiguo cementerio de Łęczna.

El primer documento que menciona a la ciudad data de 1252, en el cual se menciona a un pequeño pueblo ubicado en la Meseta de Lublin, en la región histórica de Pequeña Polonia. La localidad, por aquel entonces, era un humilde pueblo donde vivían varios mineros que trabajaban en las minas de carbón próximas a la aldea.
La ciudad cobró importancia en el siglo XV, cuando el rey polaco Casimiro IV Jagellón menciona al pueblo como un punto estratégico en el marco este del país. Se creó una fortaleza y Łęczna se convirtió en uno de los pueblos más importantes del este de Polonia. Pero a mediados del siglo XVII, cuando tuvo lugar El Diluvio, los suecos destruyeron por completo Łęczna, además de que en 1710, una plaga de Peste fulmina la ciudad, matando a gran parte de la población.
Durante las Particiones de Polonia y la Primera Guerra Mundial, la ciudad, que no contaba ni con carreteras ni con estación de tren, se sostuvo a los márgenes de la guerra, por lo que gran parte de las estructuras de la ciudad no fueron destruidas, aunque el 41% de la población se vio obligada a evacuar hacia Lublin durante la Primera Guerra Mundial, para buscar trabajo.
Desde el siglo XVI, había una importante población judía en Łęczna (el 64% de la población era de origen judío). En la Segunda Guerra Mundial, todos los judíos de la ciudad fueron llevados a Sobibor, por lo que Łęczna fue una de las primeras ciudades Judenfrei (libre de judíos). Todas las sinagogas de la ciudad fueron destruidas por la Judenrat, y la exportación duró menos de dos semanas
Hoy en día, existe un cementerio judío a las afueras de la ciudad donde se encuentran enterrados gran parte de la antigua población judía de la ciudad, un museo local y una biblioteca donde narra la historia de los judíos de Łęczna y una sinagoga. También, el turismo se está propulsando gracia al Parque nacional de Polesia (que se encuentra cerca de la ciudad), que atrae a miles de turistas al año. El artista polaco Paweł Brodzisz fue uno de los habitantes de esta ciudad, que ha retratado en numerosas ocasiones, y que cuenta con un pequeño museo dedicado al pintor.

## Deportes
- Górnik Łęczna, es el equipo de fútbol que juega en la Ekstraklasa y la Copa de Polonia, su estadio es el Arena Lublin para 15,000 espectadores.

## Ciudades hermanadas
- Italia - Treviolo, 1997
- Ucrania - Kovel, 2006